# Even in the Quietest Moments
Even in the Quietest Moments… (с англ. — «Даже в самые тихие моменты…») — пятый студийный альбом британской прог-рок-группы Supertramp, выпущенный в апреле 1977 года.

## Об альбоме
Хотя считается, что все песни были написаны совместно Риком Дэвисом и Роджером Ходжсоном, Дэвис написал «Lover Boy», «Downstream» и «From Now On» самостоятельно, а Ходжсон, в свою очередь, написал «Give a Little Bit», «Even in the Quietest Moments», «Babaji» и «Fool’s Overture» без посторонней помощи. По поводу «Fool’s Overture» Ходжсон заявил, что текст песни по сути бессмыслен, объяснив: «Мне нравилось быть расплывчатым и в то же время сказать достаточно, чтобы у людей разыгралось воображение». В интервью журналу Classic Rock он также сказал: «То, как все сложилось, было очень волшебным. На самом деле это были три отдельных музыкальных произведения, над которыми я работал в течение нескольких лет, а затем однажды они все просто сошлись воедино в то, что я считаю великолепным, своего рода эпическим музыкальным произведением».
В основном диск записывался в Caribou Ranch Studios (Колорадо), дополнительные дорожки, вокальные партии и окончательное сведение альбома производилось в студии Record Plant (Лос-Анджелес). На этом альбоме группа прибегла к помощи звукоинженера Питера Хендерсона, с которым Supertramp проработали до момента ухода Роджера Ходжсона.
Альбом попал на 16-е место в Billboard Top LPs & Tape 1977 года и через несколько месяцев после выпуска стал первым золотым диском группы (500 000 проданных копий) в США благодаря синглу «Give a Little Bit», достигшему Топ-20 США и 29-го места в Британии. В этом же году подобного удостоился и альбом 1974 года Crime of the Century.
Ремастированное CD издание альбома с оригинальной обложкой, текстами и списками музыкантов (включая внутреннюю часть конверта с фотографией группы, отсутствующей на первом CD-издании) было выпущено 11 июня 2002 года компанией A&M Records в США.
Кроме классического хита группы «Give a Little Bit», радиовнимания удостоились «Fool’s Overture» и «Even in the Quietest Moments».
Обложка альбома не является коллажем — настоящий, но пустой внутри рояль без деки действительно доставили на горнолыжный курорт Eldora Mountain Resort (в пяти милях к юго-западу от Карибу), оставили там на ночь и сфотографировали после свежего снегопада. Ноты пьесы, которая стоит на фортепиано и подписана «Fool’s Overture», на самом деле были нотами национального гимна США.
Композиция «Fool’s Overture» долгое время использовалась как заставка к Канадскому телевизионному шоу W-Five, а композицию «Give a Little Bit» можно услышать в фильме «Супермен».

## Список композиций
Песни написаны Риком Дэвисом и Роджером Ходжсоном.
| №                   | Название                       | Автор(ы)            | Длительность |
| ------------------- | ------------------------------ | ------------------- | ------------ |
| 1.                  | «Give a Little Bit»            | Ходжсон             | 4:08         |
| 2.                  | «Lover Boy»                    | Дэвис               | 6:49         |
| 3.                  | «Even in the Quietest Moments» | Ходжсон             | 6:26         |
| 4.                  | «Downstream»                   | Дэвис               | 4:00         |
| Общая длительность: | Общая длительность:            | Общая длительность: | 21:23        |

| №                   | Название            | Автор(ы)            | Длительность |
| ------------------- | ------------------- | ------------------- | ------------ |
| 5.                  | «Babaji»            | Ходжсон             | 4:51         |
| 6.                  | «From Now On»       | Дэвис               | 6:21         |
| 7.                  | «Fool’s Overture»   | Ходжсон             | 10:52        |
| Общая длительность: | Общая длительность: | Общая длительность: | 22:04        |

## Участники записи

### Оригинальное издание
- Рик Дэвис — клавишные, вокал
- Джон Хелливелл — саксофон, вокал, кларнет, мелодика в «From Now On»
- Роджер Ходжсон — гитара, клавишные, вокал
- Боб Зибенберг (упоминается как Боб С.Бенберг) — перкуссия, барабаны
- Дуги Томсон — бас-гитара

Дополнительные музыканты:
- Гари Милк — Оберхайм

Другое
- Продюсер: Supertramp
- Инженеры: Питер Хендерсон, Рассел Поуп
- Помощники инженеров: Том Андерсон, Том Лайкс, Стив Смит
- Инженер сведения: Джефф Эмерик
- Последующее сведение: Том Андерсон
- Мастеринг оригинального издания: Фрэнк ДеЛуна
- Ремастеринг: Грег Колби, Джей Мессина
- Программирование: Гэри Мильке
- Оркестровые аранжировки: Мишель Коломбье, Supertramp
- Директор оформления: Майк Дауд
- Дизайн: Майк Дауд
- Фотография: Кеннет МакГован, Боб Зайдеман

### Переиздания
В 1997 и 2002 годах A&M Records выпустила переиздания с ремастирингом оригинальных плёнок, сделанным Грегом Колби и Джеем Мессина в Sterling Sound, Нью-Йорк. Переизданием руководил Билл Левенсон, художественный директор — Вартан (Vartan), дизайн Майка Диля, координатор проекта — Бет Штемпель.
Оба ремастированных издания подвержены сильной критике со стороны аудиофилов, которые заявляют что альбом звучит слишком громко (см.Война громкости). Кроме того был произведен монтаж композиции «Lover Boy» и убраны несколько тактов.

## Чарты

### Альбом
| Чарт                | Место |
| ------------------- | ----- |
| Австралия           | 5     |
| Канада              | 1     |
| Нидерланды          | 1     |
| Франция             | 4     |
| ФРГ                 | 14    |
| Новая Зеландия      | 2     |
| Норвегия            | 3     |
| Швеция              | 5     |
| Великобритания      | 12    |
| США (Billboard 200) | 16    |